# Tarset West
Tarset West var en civil parish 1866–1958 när det uppgick i Tarset, i grevskapet Northumberland i England. Civil parish var belägen 14 km från Otterburn och hade 58 invånare år 1951.